# 10170 Petrjakeš
10170 Petrjakeš
10170 Petrjakeš là một tiểu hành tinh vành đai chính với chu kỳ quỹ đạo là 1552.3651577 ngày (4.25 năm).
Nó được phát hiện ngày 22 tháng 2 năm 1995.